# Hausbuch (DDR)

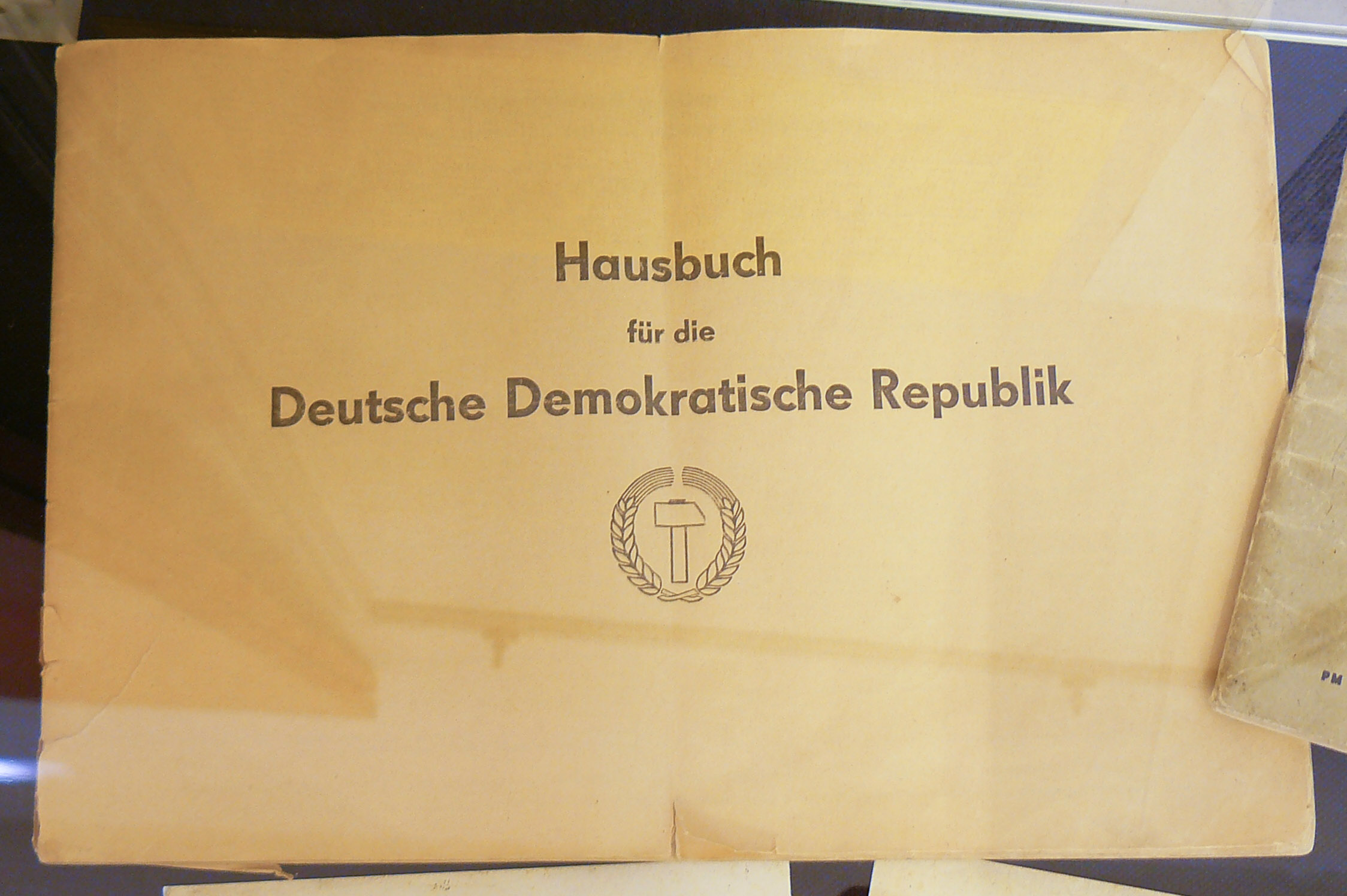
Hausbuch mit altem Staatswappen

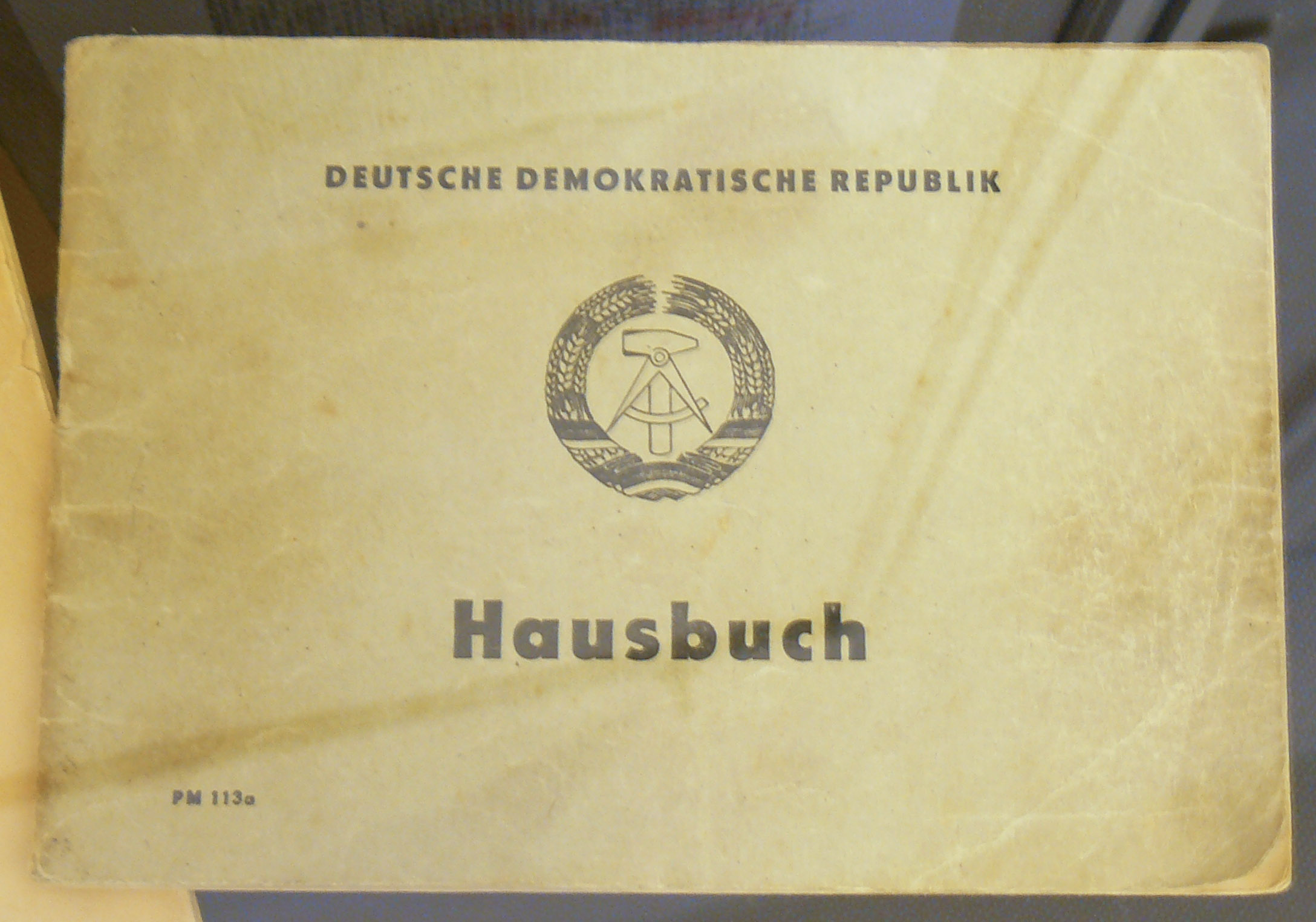
Hausbuch

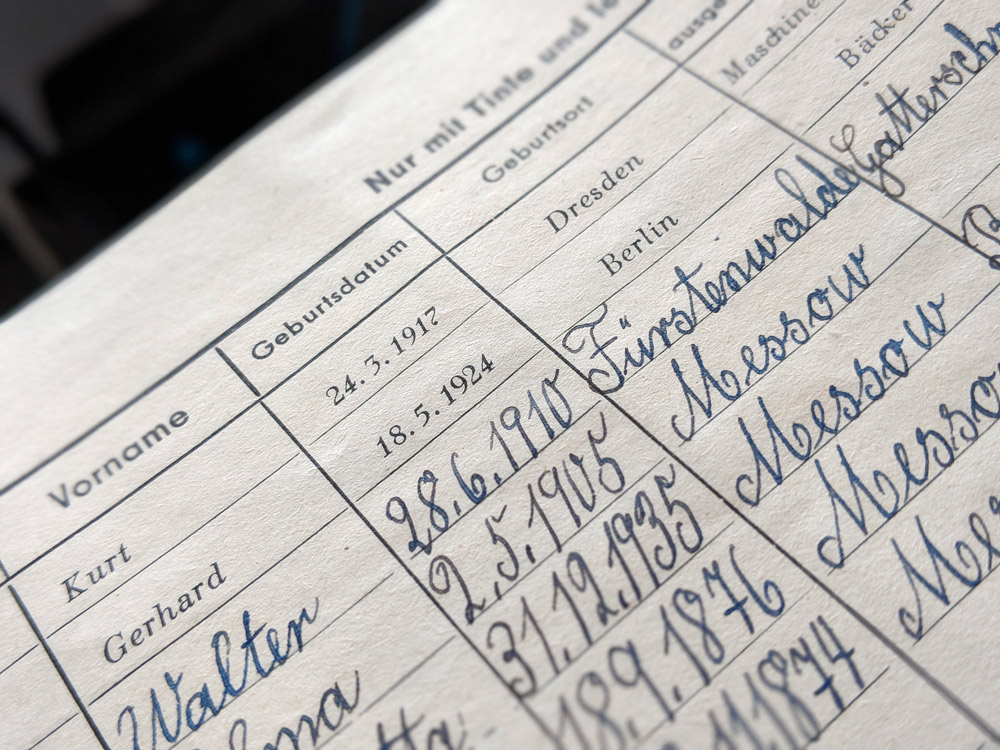
Hausbuch von 1952, Seite 4

Das Hausbuch (Lehnübersetzung von russ. домовая книга, domowaja kniga) war in der DDR ein am 6. September 1951 durch die gesetzliche Meldeordnung über die Einführung von Hausbüchern vorgeschriebenes Buch. Es führte in der Regel ein Mieter (Hausvertrauensmann), bei privaten Häusern auch der Eigentümer des Hauses. Auf anfänglich 15 und zuletzt 64 Seiten wurden die Namen, Geburtsdaten und Berufe der jeweiligen Mieter und Untermieter eines Hauses sowie die Lage der jeweiligen Wohnung aufgelistet (z. B. „1. Stock rechts“).
Besucher aus der DDR, die länger als drei Tage blieben, mussten sich beim Hausbuchbeauftragten zwecks Eintrag melden. Bei Besuchern aus dem Ausland – das galt auch für Westdeutsche („Bürger der BRD“) und West-Berliner – lag die Meldepflicht bei 24 Stunden nach Ankunft. 
Beim besuchsweisen Aufenthalt waren neben dem Namen der Person das Geburtsdatum, die Staatsbürgerschaft, die zurzeit ausgeübte Tätigkeit, die Anschrift der Hauptwohnung, der Name des Besuchten, der Zeitraum des Besuchs sowie die eventuelle An- und Abmeldung bei der Volkspolizei (DVP) einzutragen. Bei Besuchern aus dem Ausland kam zusätzlich das Datum des Grenzübertrittes hinzu. Die Meldung bei der Volkspolizei musste von Nicht-DDR-Bürgern innerhalb von 24 Stunden erfolgen. DDR-Bürger mussten sich bei der DVP melden, wenn der Besuchszeitraum 30 Tage überschritt. 
Ziel dieser Handlungsweise war es, der Stasi die vollständige Kontrolle und Speicherung von Daten zu ermöglichen, um potenzielle „Systemgegner“, „feindliche Aktivitäten“ und Westkontakte zu überwachen.
Der Volkspolizei, den freiwilligen Helfern der DVP oder den Mitarbeitern der Staatssicherheit war das Hausbuch auf Verlangen vorzulegen.
Nach der Wende wurden die Hausbuchverantwortlichen aufgefordert, die Hausbücher im Meldeamt bzw. bei einer Polizeidienststelle abzugeben.
Die Kontrolle des Hausbuchs ohne Voranmeldung durch legendierte Personen, also Amtsträger, war in der DDR üblich. Inoffizielle Mitarbeiter (IM) der Stasi nutzten dies, stets unter Angabe eines falschen Amtsstatus (etwa Jugendamt), um sich Zugang zu Wohnungen zu verschaffen und Mieter zu befragen, vorgeblich zur Verifizierung von Hausbucheinträgen.